# بیمارستان راه زینب بندر امام خمینی
بیمارستان راه زینب واقع در استان خوزستان، شهر بندر شاپور بیمارستانی است درمانی و وابسته به دانشگاه علوم پزشکی جندی شاپور اهواز با ۵۰ تخت ثابت که در سال ۱۳۴۲ خورشیدی تأسیس گردید.
هم اکنون این بیمارستان دارای بخش‌های داخلی، جراحی زنان و زایمان، پست پارتوم، زایمان،اورژانس، لیبر و دیگر واحدهای پاراکلینیکی و درمانگاهی می‌باشد.